# Oskar Bischoff
Oskar Bischoff (* 15. Mai 1912 in Klingenmünster; † 22. Februar 1985 in Neustadt an der Weinstraße) war ein deutscher Dichter Pfälzer Mundart.
In der Zeit des Nationalsozialismus schrieb er 1935 anlässlich der Volksabstimmung und Eingliederung des Saarlandes in das Nationalsozialistische Deutsche Reich den Sprechchor Wir rufen Deutschland, sowie den Sprechchor: Schaffendes Volk. 1937 erschien sein Gedichtband Aufbruch und Schreiten. Bischoff publizierte regelmäßig zu kulturellen Themen u. a. im Hakenkreuzbanner, dem nationalsozialistischen Kampfblatt Nordwestbadens. Hier würdigte er etwa regimekonforme Schriftsteller wie Robert Hohlbaum, Hans Watzlik oder Leopold Reitz.
Nach dem Ende des Zweiten Weltkriegs arbeitete er als Redakteur in Neustadt an der Weinstraße. Er war 2. Vorsitzender des Schutzverbandes Deutscher Schriftsteller Rheinland-Pfalz und Mitglied im Literarischen Vereins der Pfalz.
Neben eigenen Werken wurde er bekannt durch Bearbeitungen von Werken des Schriftstellers August Becker. 1959 war er einer der Autoren des Großen Pfalzbuches und 1970 der Herausgeber der Anthologie Das pfälzische Weihnachtsbuch.

## Werke
- Betragen gut : Lehrer- und Schulgeschichten ...
- Das dutzendtönig Saitenspiel. Geschichten in Dur ...
- Das große Pfalzbuch.
- Das Pfälzische Weihnachtsbuch.
- Dem Wort verschrieben. Portraits pfälzischer ...
- Der Jäger aus Kurpfalz. Aus vierzig Jahrgängen des ...
- Die literarische Weinstunde : Vorträge u ...
- Die Pfalz – ein adlig Land. Zensuren ...
- Literatur aus Rheinland-Pfalz : eine Anthologie
- Pfalz und Pfälzer. Monatshefte für Kultur ...
- Pfälzer Hausschadull Gedichte in Mundart.
- Rheinisch-Pfälzische Monatshefte. Für Kultur und ...
- Pfälzer Bote. Pfälzer Volks- und Heimatkalender. Kranz, Haardt (Neustadt)